# 카디스도
카디스도(스페인어: Provincia de Cádiz)는 스페인 남부의 안달루시아 지방의 주이다. 주도는 카디스이며, 면적은 7436km2로 스페인 전체 면적의 1.47%를 차지한다. 인구는 1,180,817명으로 스페인 전체 인구의 2.68%를 차지하며, 인구밀도는 158.8명/km2이다.

## 교통

### 항구
알헤시라스 항과 카디스 항이 있다.

### 공항
헤레스 공항이 있다.